# نايجل غراي
نايجل غراي (بالإنجليزية: Nigel Gray)‏ (2 نوفمبر 1956 في المملكة المتحدة - ) هو لاعب كرة قدم بريطاني في مركز قلب الدفاع. لعب مع تشارلتون أثلتيك وسويندون تاون ونادي برينتفورد ونادي ليتون أورينت ونادي إِنفيلد ‏ ونادي ألدرشوت وويكمب وندررز وTooting & Mitcham United F.C. ‏.